# Béziers
Béziers je město na jihu Francie.

## Historie města
Na území dnešního města Béziers již v dávných dobách žili Féničané. Během římské nadvlády zde stávala vojenská pevnost.
V roce 1209 během křížové výpravy proti katarům bylo Béziers téměř zničeno a obyvatelstvo vyvražděno. Křižáci přitáhli k městu a vyzvali obyvatele, aby vydali své spoluobčany hlásící se ke katarství. Měšťané odmítli katary vydat a město neotevřeli. Během obléhání se však křižákům podařilo do města dostat. Poté spáchali obrovský masakr všech obyvatel bez ohledu na náboženské vyznání. Mnozí z dvaceti tisíc pobitých hledali marně útočiště v katedrále. Dodnes se cituje údajný výrok papežského legáta Arnolda Amaricha, který na dotaz velitele vojska obléhatelů, jak mají poznat mezi obyvateli katary, odpověděl: Zabte je všechny, Bůh si ty své pozná.

## Pamětihodnosti
- Allée Paul-Riquet, centrum města

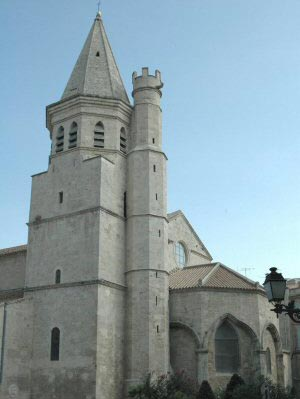
Kostel sv. Magdalény

- Kostele St. Aphrodise (11.–15. století)
- Hôtel de Ville, radnice (18. století)
- Kathedrale St. Nazaire (13.–14. století a 18. století) s Musée Lapidaire (staré náhrobní kameny)
- Musée des Beaux-Arts (obrazy)
- Pont Vieux, starý most (14.–16. století)
- Zdymadla ve Fonserannes (18. století)

## Hospodářství
Nejdůležitější hospodářské odvětví je vinařství.

## Vývoj počtu obyvatel
Počet obyvatel

## Partnerská města
- Heilbronn, Německo, od roku 1965
- Stockport, Velká Británie, od roku 1972
- Stavropol, Rusko, od roku 1982
- Chiclana de la Frontera, Španělsko, od roku 1993
- Malúla, Sýrie, od roku 2014
- Čortkiv, Ukrajina, od roku 2022
- Tchaj-nan, Tchaj-wan, od roku 2023

## Známí rodáci
- Jean Barbeyrac (1674–1744) – právník, pedagog a překladatel právních traktátů
- Marianne Crébassa (* 1986) – operní pěvkyně, mezzosopranistka